# Kim Hagen Jensen
Kim Hagen Jensen (1967) è un regista cinematografico danese.

## Filmografia

### Cinema
- Will-Bot - friend or foe? - cortometraggio (2013)
- Crash Landed - cortometraggio (2015)
- Dreambuilders - La fabbrica dei sogni (Drømmebyggerne) (2020)[1]